# Averil Cameron

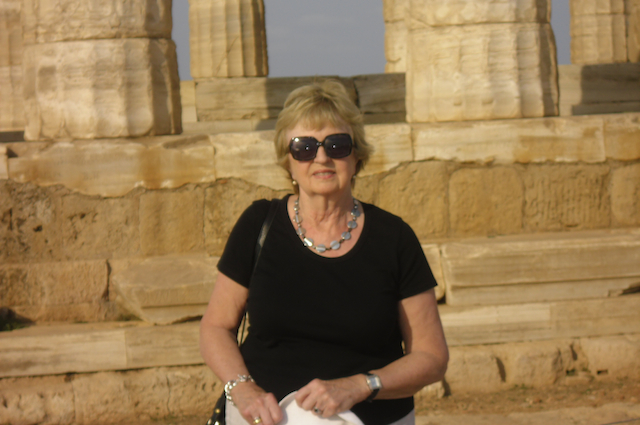
Averil Cameron, 2012

Dame Averil Millicent Cameron DBE FBA (* 8. Februar 1940 in Leek, Staffordshire) ist eine britische Althistorikerin und Byzantinistin.

## Leben
Nach dem Schulabschluss studierte Averil Cameron Literae humaniores am Somerville College der University of Oxford. In den Kursen des deutsch-englischen Altphilologen Eduard Fraenkel lernte sie den Klassischen Philologen und Historiker Alan Cameron kennen, den sie 1962 heiratete. Im selben Jahr zog sie mit ihm nach Glasgow, wo er eine Stelle an der Universität angenommen hatte, und 1964 folgte sie ihm nach London. Währenddessen arbeitete sie an ihrer Dissertation über den spätantiken Historiker und Dichter Agathias, die sie 1966 an der University of London einreichte und die 1970 publiziert wurde. Noch vor der Verteidigung der Dissertation wurde sie Dozentin für Klassische Philologie am King’s College London; 1970 wurde sie dort Dozentin für Alte Geschichte. 1980 wurde ihre Ehe mit Alan Cameron geschieden.
1978 wurde Averil Cameron Professorin für Geschichte der Antike (1978–1989) am King’s College London, anschließend wirkte sie dort als Professorin für spätantike und byzantinische Studien (1989–1994). Im Jahr 1994 wechselte sie an die University of Oxford, wo sie bis September 2010 als Warden (Leiterin) des Keble College amtierte. Sie ist seit 2006 Professorin für Spätantike und byzantinische Geschichte sowie Pro-Vice-Chancellor der Universität Oxford. In Oxford war sie unter anderem Vorsitzende des Beirats für Ehrengrade und Mitglied des Komitees für Interessenkonflikte, des Komitees zur Nominierung der Universitätsprediger und des Wainwright Funds, außerdem Mitglied des Fakultätsrats der University of Oxford.
Ihre außeruniversitären Verpflichtungen umfassen die Vorsitze der Cathedrals Fabric Commission for England und des Institute of Classical Studies Advisory Council sowie den stellvertretenden Vorsitz der Society for the Promotion of Roman Studies. Cameron ist Präsidentin der Ecclesiastical History Society und des Council for British Archaeology in the Levant und der Fédération Internationale des Associations d’Études Classiques.

## Forschungen
Averil Cameron erforscht vor allem die spätantike und byzantinische Geschichte. Zusammen mit etwa Peter Brown zählt sie zu den prominentesten unter jenen Historikern, die für eine eher positive Neubewertung der Spätantike (etwa 300 bis 600 n. Chr.) eintreten. Sie war auch eine der Herausgeber der Bände 12 bis 14 der neu bearbeiteten Cambridge Ancient History.
In ihren Forschungen befasste sich Cameron unter anderem mit Aushandlungsprozessen von Orthodoxie und Häresie sowie der Debattenkultur der spätantiken und byzantinischen Zeit. Ihre Antrittsvorlesung „The sceptic and the shroud“ vom 29. April 1980 am Londoner Department of Classics and History widmete sie dem Turiner Grabtuch und wies darin die These von Ian Wilson zurück, das Turiner Grabtuch sei identisch mit dem Abgar-Bild.

## Ehrungen
Für ihre Forschungen wurden Cameron zahlreiche wissenschaftliche Ehrungen und Mitgliedschaften zugesprochen. Cameron erhielt Ehrendoktorate der Universitäten Warwick, St Andrews, Aberdeen und der Queen’s University of Belfast. Sie ist Fellow der Society of Antiquaries of London, der British Academy, der Ecclesiastical History Society und des King’s College London. 2000 wurde sie zum Mitglied der Academia Europaea gewählt. Cameron ist seit 2006 korrespondierendes Mitglied der Akademie der Wissenschaften zu Göttingen. Aufgrund ihrer Verdienste wurde sie 2005 von der Königin Elisabeth II. als Dame Commander des Order of the British Empire (DBE) in den persönlichen Adelsstand erhoben und führte fortan den Namenszusatz „Dame“. 2020 erhielt sie die Kenyon Medal for Classical Studies.

## Schriften
- Agathias. Clarendon Press, Oxford 1970, ISBN 0-19-814352-4 (zugleich Dissertation).
- Flavius Cresconius Corippus, In laudem Iustini Augusti minoris libri IV. Edited with translation and commentary. Athlone Press, London 1976, ISBN 0-485-11157-8.
- The sceptic and the shroud: An inaugural lecture in the Departments of Classics and History delivered at King’s College London on 29th April 1980. London 1980.
- mit Judith Herrin: Constantinople in the early eighth century. The Parastaseis Syntomoi Chronikai. Introduction, translation and commentary (= Columbia studies in the classical tradition. Band 10). Brill, Leiden 1984, ISBN 90-04-07010-9.
- Procopius and the Sixth Century. Duckworth, London 1985, ISBN 0-7156-1510-7.
- Christianity and the Rhetoric of Empire. The Development of Christian Discourse (= Sather Classical Lectures. Bd. 55). University of California Press, Berkeley CA u. a. 1991, ISBN 0-520-07160-3.
- The Later Roman Empire. AD 284–430. Fontana Press, London 1993, ISBN 0-00-686172-5.
  - Deutsche Übersetzung: Das späte Rom 284–430 n. Chr. Deutscher Taschenbuchverlag, München 1994, ISBN 3-423-04621-X.
- The Mediterranean World in Late Antiquity, AD 395–700. Routledge, London u. a. 1993, ISBN 0-415-01420-4 (2. Auflage ebenda 2012, ISBN 978-0-415-57961-2 (Rezension)).
- Changing cultures in early Byzantium (= Collected studies series. Band 536). Variorum, Aldershot 1996, ISBN 0-86078-587-4.
- als Herausgeber mit Peter Garnsey: The Cambridge Ancient History. Band 13: The Late Empire, AD 337–425. Cambridge University Press, Cambridge u. a. 1998, ISBN 0-521-30200-5.
- mit Stuart G. Hall: Eusebius, Life of Constantine. Introduction, translation and commentary. Clarendon Press, Oxford 1999, ISBN 0-19-814917-4.
- als Herausgeber mit Bryan Ward-Perkins, Michael Whitby: The Cambridge Ancient History. Band 14: Late Antiquity: Empires and Successors, AD 425–600. Cambridge University Press, Cambridge u. a. 2000, ISBN 0-521-32591-9.
- als Herausgeber mit Alan K. Bowman, Peter Garnsey: The Cambridge Ancient History. Band 12: The Crisis of Empire, AD 193–337. 2. Auflage. Cambridge University Press, Cambridge u. a. 2005, ISBN 0-521-30199-8.
- The Byzantines. Blackwell, Malden MD u. a. 2006, ISBN 0-631-20262-5.
- Dialoguing in Late Antiquity (= Hellenic studies. Band 65). Center for Hellenic Studies, Washington DC 2014, ISBN 978-0-674-42835-5.
  - Deutsche Übersetzung: Dialog und Debatte in der Spätantike (= Spielräume der Antike. Band 3). Franz Steiner, Stuttgart 2014, ISBN 978-3-515-10797-6.
- Byzantine matters. Princeton University Press, Princeton 2014, ISBN 978-0-691-15763-4.
- Arguing it out. Discussion in twelfth-century Byzantium. Central European University Press, Budapest/New York 2016, ISBN 978-963-386-111-0.
- Byzantine Christianity. A Very Brief History. Society for Promoting Christian Knowledge, London 2017, ISBN 978-0-281-07613-0.